# Amblyseius impeltatus
Amblyseius impeltatus är en spindeldjursart som beskrevs av Denmark och Muma 1973. Amblyseius impeltatus ingår i släktet Amblyseius och familjen Phytoseiidae. Inga underarter finns listade i Catalogue of Life.